# Manaratsandry
Manaratsandry est une commune urbaine malgache située dans la partie centre de la région de Boeny.

## Géographie
Elle est située sur la rive gauche de la rivière Betsiboka à 51 km de Marovoay .

## Démographie
La population est de 20.000 d'habitants en 2001

## Économie
La majorité de la population de la commune, soit 80 %, est composée d'agriculteurs, tandis que 16 % supplémentaires vivent de l'élevage. La culture la plus importante est le riz , tandis que les autres produits importants sont les arachides et le maïs . L'industrie et les services fournissent tous deux un emploi à 1 % de la population. De plus, la pêche emploie 2 % de la population.

## Scolarité
L'enseignement primaire et secondaire du premier cycle est disponible en ville. Le taux de scolarisation est faible, avec seulement 34,08 % des élèves. 4 Fokontany (villages) n'ont pas d'école : Ambodimanga, Tanambao, Trangabitika et Antananabo.

## Électricité
Manaratsandry n'est pas connecté au réseau électrique de JIRAMA mais il y a une entreprise privée fournir leur électricité 